# Lepanthes helleri
Lepanthes helleri är en orkidéart som beskrevs av Alex Drum Hawkes. Lepanthes helleri ingår i släktet Lepanthes och familjen orkidéer. Inga underarter finns listade i Catalogue of Life.